# Relació de marxes

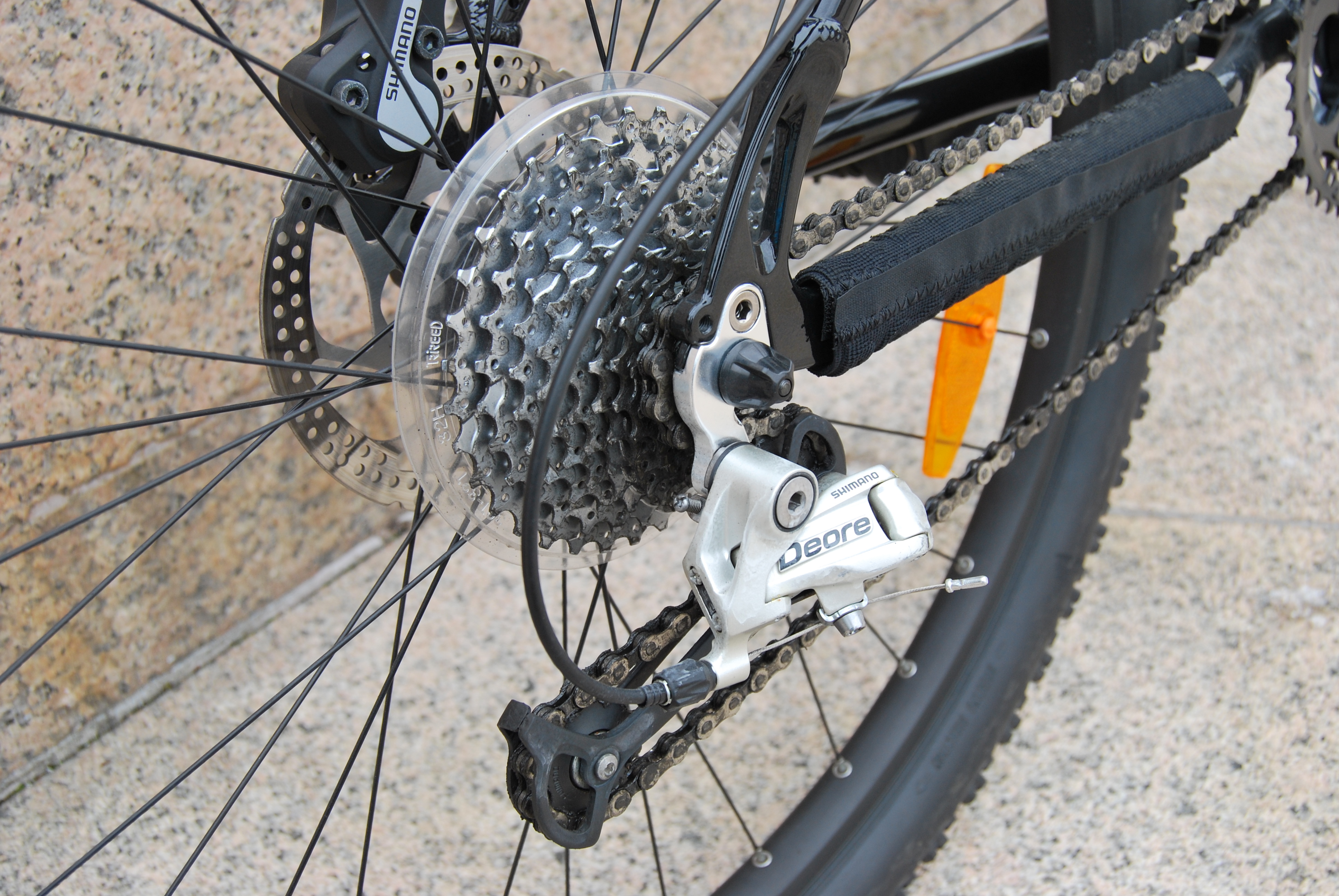
Pinyó de 9 velocitats i desviador posterior

La relació de marxes  o «relació de canvi» (proporció entre plat i pinyó) es refereix a la velocitat a la qual les cames del ciclista donen voltes en comparació amb la velocitat a la qual giren les rodes.
Un canvi, com una palanca, és un mitjà per variar el ritme al qual es realitza el treball. A aquest ritme de variació se l'anomena «raó de canvi». En una bicicleta, això ve determinat per les mides relatives dels plats i les corones. Com a exemple, en el sistema de mesurament de «desenvolupament mètric», amb un plat de 52 dents (D), una volta completa de bieles farà girar quatre vegades una roda amb una corona de 13 dents (D), (la raó és de 4:1), mentre que un plat de 28 D farà girar una vegada una roda amb una corona de 28 D (la raó és de 1:1). Una combinació de 52/13 D és gran i proporciona velocitat, mentre que una combinació de 28/28 D és baixa i proporcionés força per pujar pendents, encara que sigui lentament.
Com les cames dels ciclistes són més eficients en una extensió estreta de velocitats de pedaleig (cadència), una relació de marxes amb l'equipament d'una transmissió variable ajuda al ciclista a mantenir una velocitat de pedaleig òptima mentre circula per terrenys variats.

## Mesurant la relació de marxes

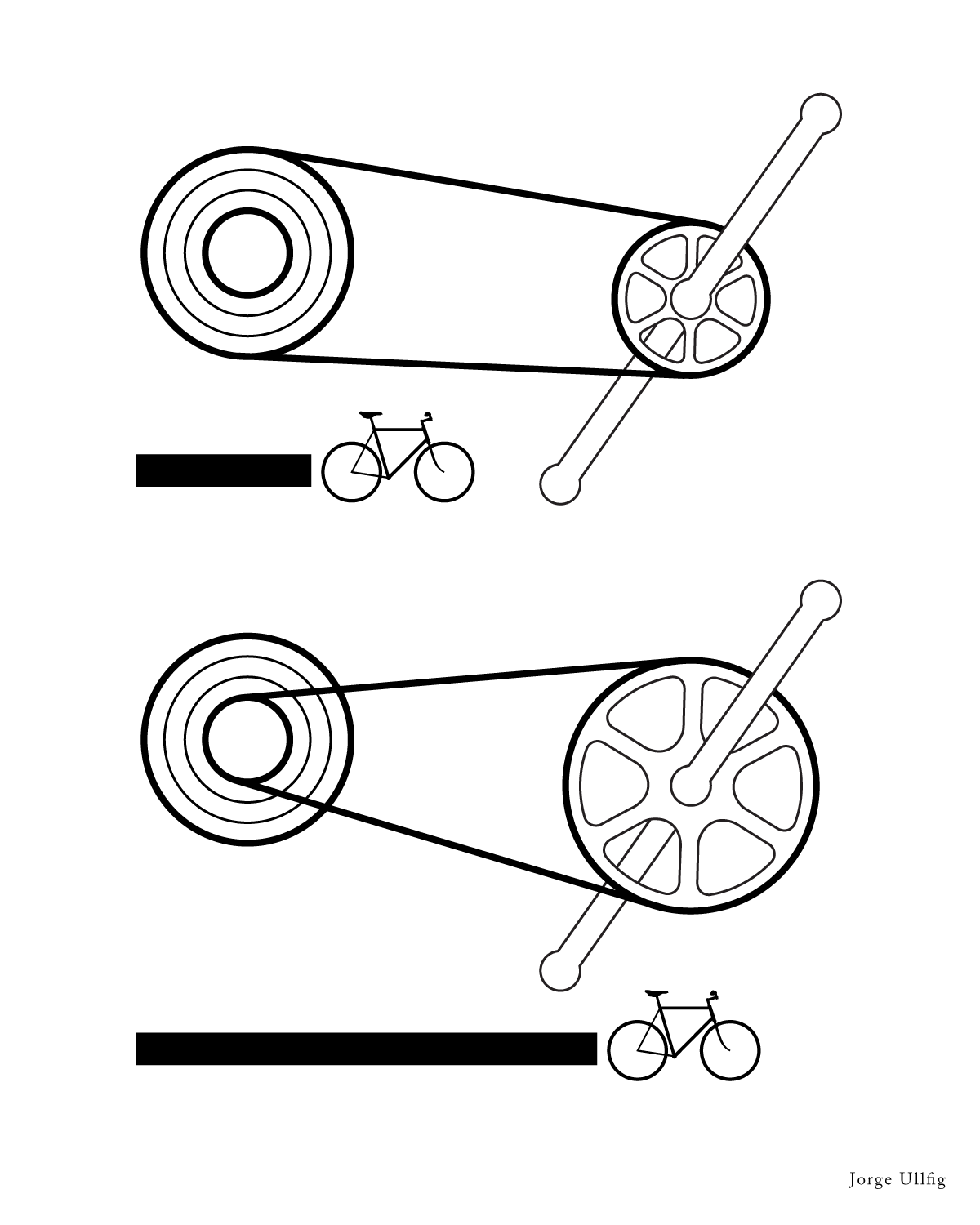
Desenvolupament mètric

Als ciclistes sovint els resulta útil comptar amb una representació numèrica de la transmissió proporcionada per les seves bicicletes. Això els permet prendre decisions significatives en la personalització dels seus engranatges, i pot ser útil per comparar el rendiment d'una bicicleta amb una altra.
Hi ha diversos sistemes per fer això i són els següents:

### Desenvolupament mètric
El desenvolupament mètric és la distància que la bicicleta viatja per una revolució de la maneta, i es mesura en metres.
{\displaystyle {\text{Desenvolupament metric}}={\text{LC}}\times {\frac {\text{n}}{\text{m}}}={\frac {{\text{d}}\;\pi \;{\text{n}}}{\text{m}}}}
on LC representa la longitud de circumferència de la roda motriu en metres,
n el nombre de dents del plat,
m el nombre de dents del pinyó posterior i
d el diàmetre de la roda motriu en metres.
Es pot consultar una taula personalitzada amb el desenvolupament mètric d'acord amb les característiques de la pròpia bicicleta. ( veure taula calculadora  →  www.campagnolo.com Arxivat 2010-09-24 a Wayback Machine.
| Plat →   | 36     | 40     | 44     | 48     | 52     | 56      |
| Corona ↓ |        |        |        |        |        |         |
| -------- | ------ | ------ | ------ | ------ | ------ | ------- |
| 12       | 6.48 m | 7.20 m | 7.92 m | 8.64 m | 9.36 m | 10.09 m |
| 13       | 5.98   | 6.65   | 7.31   | 7.98   | 8.64   | 9.31    |
| 14       | 5.56   | 6.17   | 6.79   | 7.41   | 8.03   | 8.64    |
| 15       | 5.19   | 5.76   | 6.34   | 6.92   | 7.49   | 8.07    |
| 16       | 4.86   | 5.40   | 5.94   | 6.48   | 7.02   | 7.56    |
| 17       | 4.58   | 8.05   | 5.50   | 6.10   | 6.61   | 7.12    |
| 18       | 4.32   | 4.80   | 5.28   | 6.17   | 6.24   | 6.72    |
| 20       | 3.89   | 4.32   | 4.75   | 5.19   | 5.62   | 5.02    |
| 22       | 3.54   | 3.93   | 4.32   | 4.71   | 5.11   | 5.50    |
| 24       | 3.24   | 3.60   | 3.96   | 4.32   | 4.68   | 5.04    |
| 26       | 2.99   | 3.33   | 3.66   | 3.99   | 4.32   | 4.65    |

### Polzades de l'engranatge (Gear inches)
Les polzades de l'engranatge és un terme que és utilitzat pels ciclistes per descriure la dificultat de pedalar la bicicleta. Si el valor Polzades/Engranatge és alt és difícil pedalar la bicicleta. Si el valor és baix és fàcil pedalar la bicicleta.
És la relació entre els engranatges de la corona de la roda del darrere, els anells del plat i el diàmetre de la roda posterior.
Es calcula segons la fórmula:
{\displaystyle {\text{gi}}={\text{d}}\times {\frac {\text{n}}{\text{m}}}}
on gi representa les polzades de l'engranatge (gear inches),
d és el diàmetre de la roda motriu mesurat en polzades,
n és el nombre de dents del plat i 
m el nombre de dents de la corona posterior.
Les taules que segueixen són per a bicicletes de carretera amb rodes de 27 polzades de diàmetre, i per a les de muntanya amb rodes de 26 polzades de diàmetre.
| Plat →   | 38   | 40   | 42   | 44   | 46    | 48    | 50    | 52    | 54    | 56    |
| Corona ↓ |      |      |      |      |       |       |       |       |       |       |
| -------- | ---- | ---- | ---- | ---- | ----- | ----- | ----- | ----- | ----- | ----- |
| 12       | 85.5 | 90.0 | 94.5 | 99.0 | 103.5 | 108.0 | 112.5 | 117.0 | 121.5 | 126.0 |
| 13       | 78.9 | 83.1 | 87.2 | 91.4 | 95.2  | 99.7  | 103.9 | 108.0 | 112.1 | 116.3 |
| 14       | 73.3 | 77.1 | 81.0 | 84.9 | 88.7  | 92.6  | 96.4  | 100.3 | 104.1 | 108.0 |
| 15       | 68.4 | 72.0 | 75.6 | 79.2 | 82.8  | 86.4  | 90.0  | 93.6  | 97.2  | 100.8 |
| 16       | 64.1 | 67.5 | 70.9 | 74.3 | 77.6  | 81.0  | 84.4  | 87.8  | 91.1  | 94.5  |
| 17       | 60.3 | 63.5 | 66.7 | 69.9 | 73.1  | 76.2  | 79.4  | 82.6  | 84.1  | 88.9  |
| 18       | 57.0 | 60.0 | 63.0 | 66.0 | 69.0  | 72.0  | 75.0  | 78.0  | 81.0  | 84.0  |
| 20       | 51.3 | 54.0 | 56.7 | 59.4 | 62.1  | 64.8  | 67.5  | 70.2  | 72.9  | 75.6  |
| 22       | 46.6 | 49.1 | 51.5 | 54.0 | 56.5  | 58.9  | 61.4  | 63.8  | 66.2  | 68.7  |
| 24       | 41.8 | 45.0 | 47.3 | 49.5 | 51.8  | 54.0  | 56.3  | 58.5  | 60.7  | 63.0  |
| 26       | 39.5 | 41.5 | 43.6 | 45.7 | 47.8  | 49.9  | 51.9  | 54.0  | 56.0  | 58.1  |

| Plat →   | 38   | 40   | 42   | 44   | 46   | 48    | 50    | 52    | 54    | 56    |
| Corona ↓ |      |      |      |      |      |       |       |       |       |       |
| -------- | ---- | ---- | ---- | ---- | ---- | ----- | ----- | ----- | ----- | ----- |
| 12       | 82.4 | 86.7 | 91.0 | 95.3 | 99.7 | 104.0 | 108.3 | 112.7 | 117.0 | 121.3 |
| 13       | 76.0 | 80.0 | 84.0 | 88.0 | 92.9 | 96.0  | 100.0 | 104.0 | 108.0 | 112.0 |
| 14       | 70.0 | 74.3 | 78.0 | 81.7 | 85.4 | 89.1  | 92.9  | 96.6  | 100.3 | 104.0 |
| 15       | 65.9 | 69.3 | 72.8 | 76.3 | 79.7 | 83.2  | 86.7  | 90.1  | 93.6  | 97.0  |
| 16       | 61.8 | 65.0 | 68.3 | 71.5 | 74.6 | 78.0  | 81.3  | 84.5  | 87.7  | 91.0  |
| 17       | 58.1 | 61.2 | 64.2 | 67.3 | 70.4 | 73.4  | 76.5  | 79.5  | 82.5  | 85.6  |
| 18       | 54.9 | 57.8 | 60.6 | 63.6 | 66.4 | 69.3  | 72.2  | 75.1  | 78.0  | 80.8  |
| 20       | 49.4 | 52.0 | 54.6 | 57.2 | 59.8 | 62.4  | 65.0  | 67.6  | 70.2  | 72.8  |
| 22       | 44.9 | 47.3 | 49.6 | 52.0 | 54.4 | 56.7  | 59.1  | 61.5  | 63.8  | 66.1  |
| 24       | 41.2 | 43.3 | 45.5 | 47.7 | 49.9 | 52.0  | 54.2  | 56.3  | 58.5  | 60.6  |
| 26       | 38.9 | 40.0 | 42.0 | 44.0 | 46.0 | 48.0  | 51.0  | 52.0  | 54.0  | 56.0  |

### Relació de guany (Gain ràtio)
La relació de guany és l'únic sistema que té en compte la longitud de la biela, donant un veritable valor a l'efecte relatiu de la càrrega de palanquejament de la biela en les bicicletes amb rodes i bieles de diferent grandària.
La relació de guany té a més l'avantatge de no necessitar cap unitat de valor. Es calcula segons la fórmula:
{\displaystyle {\text{Relacio de guany}}={\frac {\text{d}}{\text{b}}}\times {\frac {\text{n}}{\text{m}}}}
on d representa el diàmetre de la roda motriu,
b la longitud de la biela en la mateixa unitat de mesura que d
n el nombre de dents del plat i
m el nombre de dents de la corona posterior.
És una relació pura, i és indiferent si es fan servir unitats mètriques o polzades per calcular-lo.